# 흰손긴팔원숭이
흰손긴팔원숭이(학명: Hylobates lar)는 긴팔원숭이과의 영장류이다. 동남아시아에서 주로 서식하는 영장류의 한 종으로, 흰손기번이라고도 한다.
천적은 호랑이, 표범, 구름표범, 아시아황금고양이, 승냥이, 악어, 그물무늬비단뱀 등이 있다.

## 분포 지역
흰손긴팔원숭이의 분포 지역은 타 긴팔원숭이들에 비해 넓다. 흰손긴팔원숭이의 분포 지역은 중국 남서부와 윈난성, 미얀마 동부에서 태국과 미얀마, 라오스 아래의 말레이 반도 전역의 열대우림까지 역사적으로 확장되었다. 또한 수마트라섬의 북서 지역에서도 나타난다. 그러나 최근 십여 년 동안, 특히 대륙에서의 분포 지역은 감소하였고 여러 부분으로 나뉘었으며 중국에서는 모두 멸종된 것으로 추정된다.
 또한 흰손긴팔원숭이의 서식지들은 대부분의 삼림이 파괴되었으며 이로 인해 흰손긴팔원숭이는 현재 멸종 위기종 '위기' 등급에 올라와 있다. 열대우림에서 주로 발견되지만 낙엽수림이나 상록수림에서도 서식한다.

## 외관
흰손긴팔원숭이의 털 색깔은 검고 어두운 갈색에서 밝은 갈색까지 다양하다. 손과 발은 흰색이며, 게다가 검은 얼굴 둘레로 흰색의 머리털 테가 있다. 수컷과 암컷 둘 다 여러 가지 색을 다양하게 가지고 있으며, 암수에 따라 또한 크기에서 차이가 크게 난다. 모든 긴팔원숭이에 공통된 특징으로, 이들 또한 긴 손을 지니고 있으며, 꼬리가 퇴화되어 없다. 팔은 매우 발달해 있으며, 자신의 몸길이의 2배에 달한다. 옆으로 팔을 벌린 길이는 자신의 몸길이보다 더 길다. 이 덕분에 나뭇가지를 쉽게 잡을 수 있으며 나무타기를 좀더 효율적으로 할 수 있다. 대신 걸을 때는 양팔을 든 채로 이동을 해야 하므로 불편이 따르기 때문에, 지상으로 내려오면 위험에 노출되기도 한다. 또한 양팔에 의해 균형 감각을 쉽게 잡을 수 있어 줄타기 등에도 능하다. 여타 원숭이들처럼 나뭇가지 위에 앉을 수 있도록 둔부에는 굳은살이 발달되어 있다. 몸무게는 약 8kg이다.

## 먹이
흰손긴팔원숭이의 먹이는 주로 무화과 등의 과일이고 먹이의 절반을 차지한다. 잎이나 싹과 꽃, 덩굴 그리고 새와 곤충을 먹기도 한다. 곤충의 경우 사마귀, 딱정벌레 등의 대형 곤충이 속하며 새의 경우는 보통 알을 먹는다.

## 습성
흰손긴팔원숭이는 주행성으로, 열대 우림에서 거주하며 나무 위 생활을 한다. 이들은 드물게 땅에 내려오지만, 그들의 긴팔을 사용하여 나무 사이를 건너다닌다. 갈고리 모양의 손을 가지고 그들은 큰 모멘텀으로 흔들리는 가지를 붙잡고 가볍게 이동할 수 있다. 오랫동안 일부일처의 짝짓기를 형성한다고 전통적으로 생각해왔으나, 태국의 카오 야이 국립공원에서 수행된 장기간 연구는, 이들의 짝짓기 시스템이 다른 짝과의 교미, 파트너 교환, 일자다웅(一雌多雄)의 무리짓기가 섞여 있는 등 다소 유연한 형태임을 시사하고 있다. 특이한 울음소리는 암수의 유대관계를 두텁게 하는 울음소리라고 한다. 또한, 흰손긴팔원숭이는 때에 따라 음역과 소리를 변경함으로서 언어와 흡사한 메시지로 소통하며, 현생인류의 조상과의 유사점이 보인다.

## 아종
흰손긴팔원숭이는 모두 5종의 아종이 있으며, 1종(윈난흰손긴팔원숭이)은 멸종된 것으로 추정된다.:
- 말레이시아흰손긴팔원숭이 (Hylobates lar lar)
- 목수흰손긴팔원숭이 (Hylobates lar carpenteri)
- 중부흰손긴팔원숭이 (Hylobates lar entelloides)
- 수마트라흰손긴팔원숭이 (Hylobates lar vestitus)
- 윈난흰손긴팔원숭이 (Hylobates lar yunnanensis) - 멸종된 것으로 추정

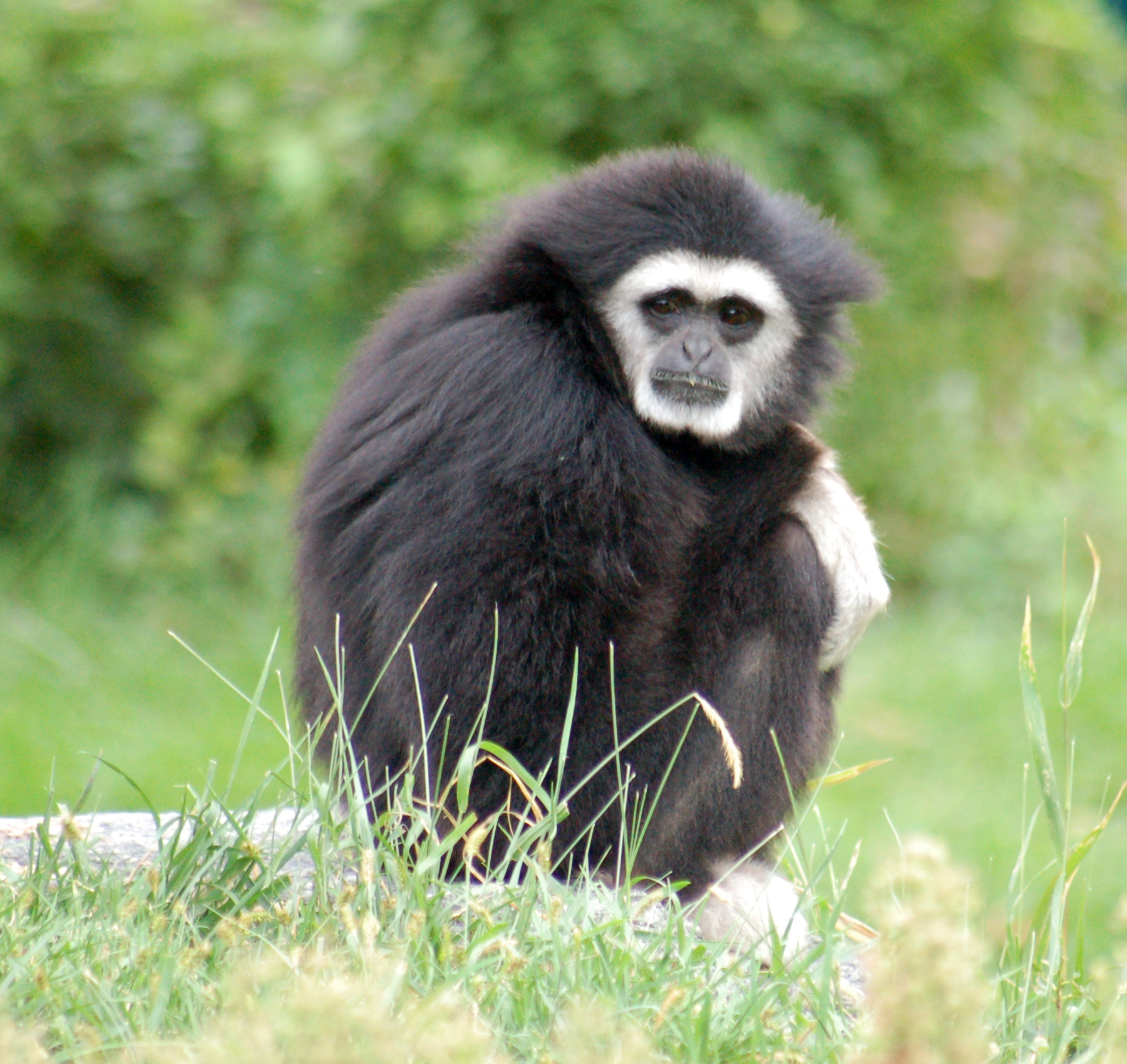
검은색의 흰손긴팔원숭이
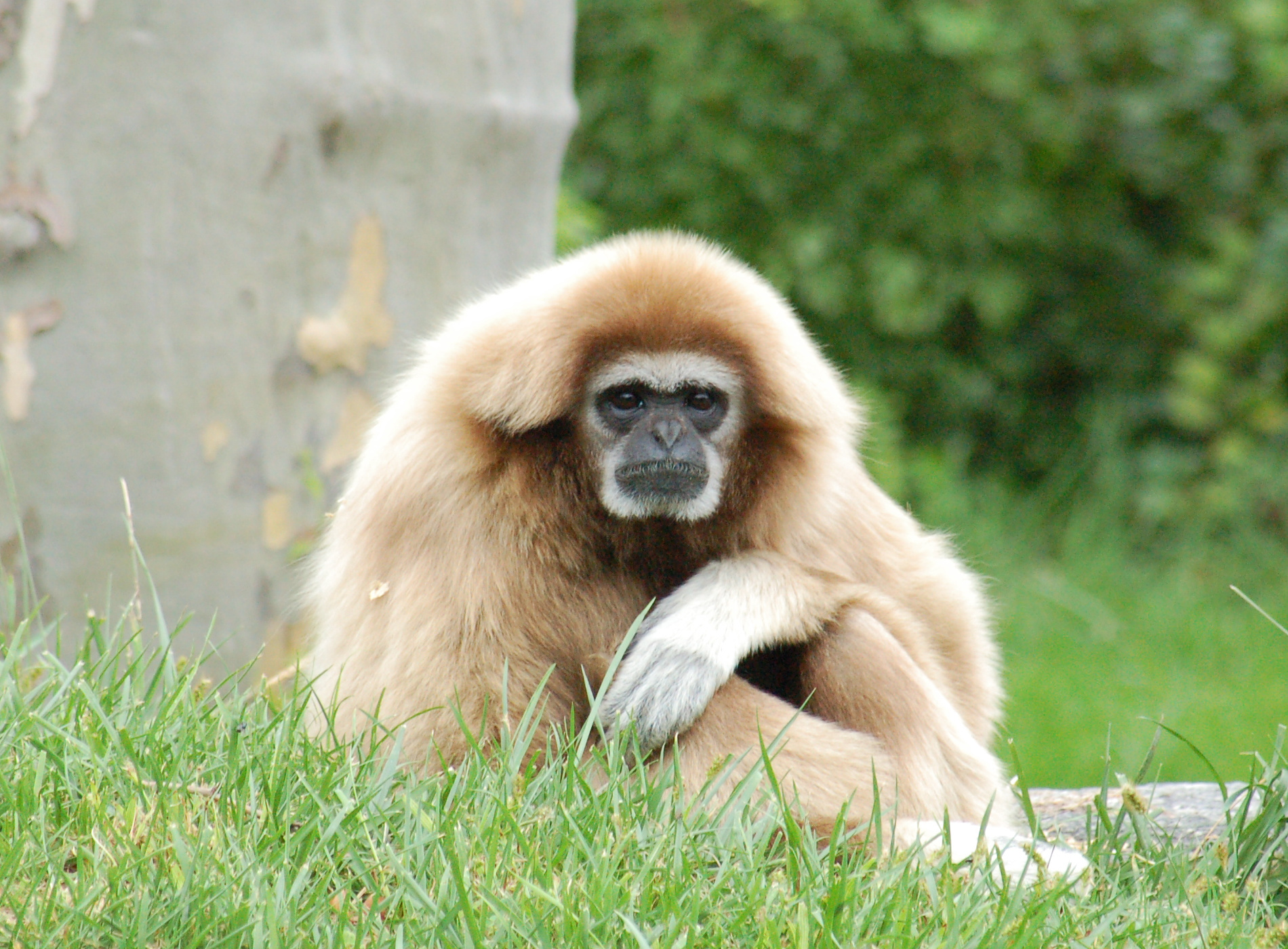
연한 갈색의 흰손긴팔원숭이
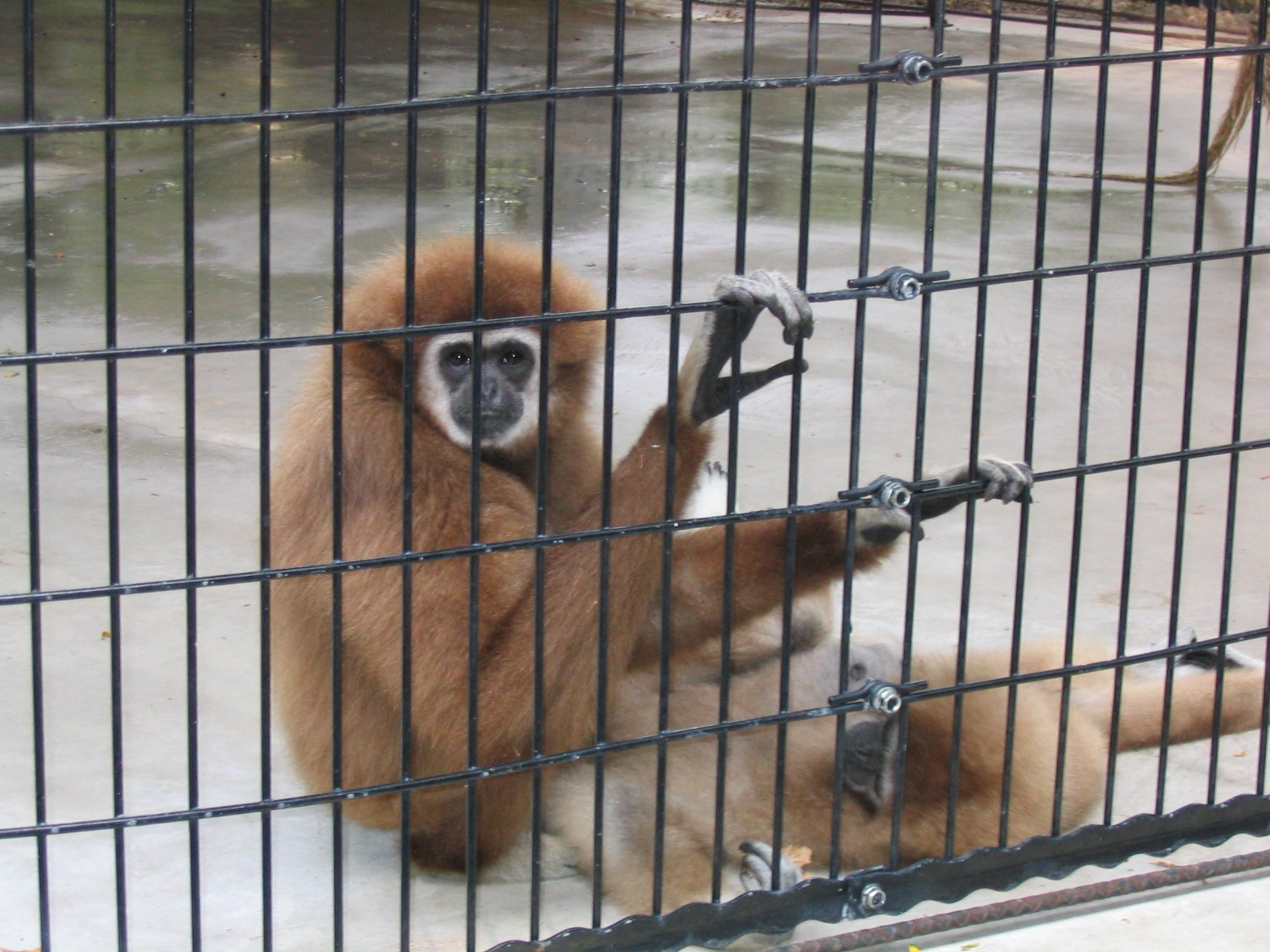
위스콘신의 매디슨에 있는 헨리 빌라스 동물원의 흰손긴팔원숭이
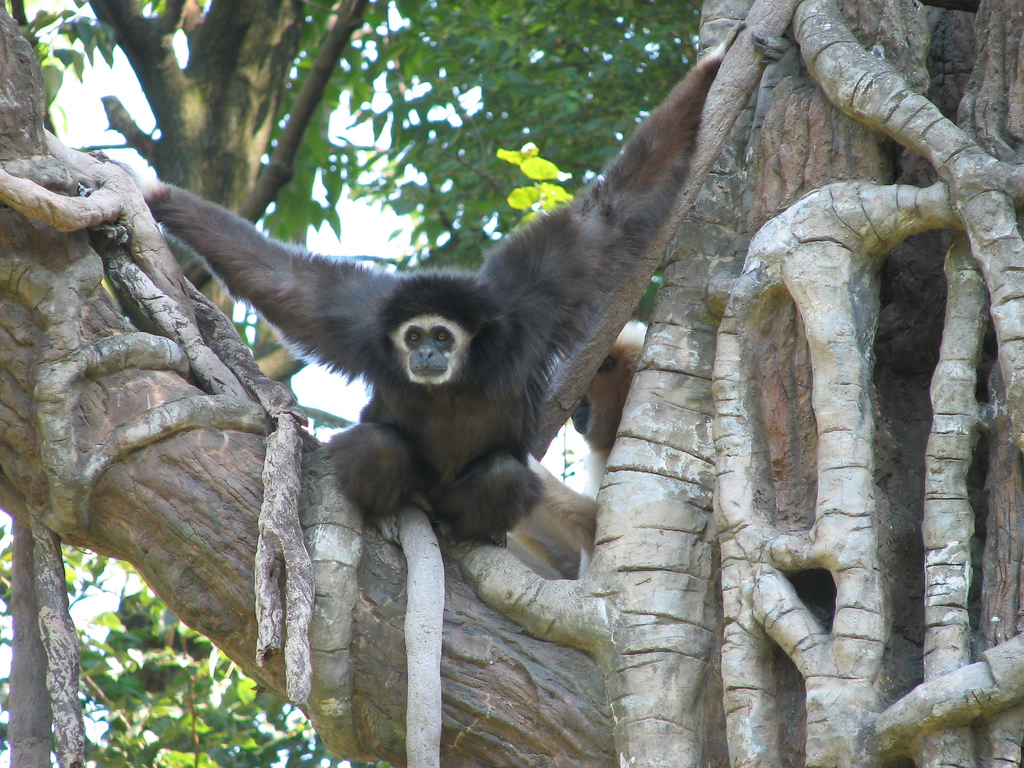
신시내티 동물원의 흰손긴팔원숭이